# Ngán
Ngán (danh pháp hai phần: Austriella corrugata) là loài nhuyễn thể, hai mảnh vỏ sống ở vùng nước mặn và nước lợ.
Tại Việt Nam, loại ngán to và ăn được duy nhất chỉ có tại khu vực cửa sông Bạch Đằng nơi giáp ranh giữa Quảng Ninh và Hải Phòng. Ngán là đặc sản của Quảng Ninh.

## Hình thức
Bên ngoài con ngán thường nhỉnh hơn con ngao một chút, vỏ sần sùi (không trơn như vỏ ngao), vỏ màu trắng và sống sâu dưới bùn. Khi ở dưới nước, ngán thường thò chiếc xúc tu to và dài để thở và kiếm thức ăn, mặt nước động, sóng sánh là ngán chui nhanh xuống dưới bùn để trốn kẻ thù. ó vỏ sần sùi màu trắng xám do sống sâu dưới đáy cát. Ngán thường chỉ có vào mùa hè và mùa thu, mùa đông lạnh ngán nằm sâu dưới bùn rất khó bắt.

## Giải phẫu
Ngán là một thực phẩm giàu chất dinh dưỡng.Trước đây ngán thường có rất nhiều, giá bán thường rẻ hơn sò huyết nhưng bây giờ ngán là món ăn hiếm gặp và giá cao nhất ngưởng. Trong thịt ngán có đầy đủ các chất protit, gluxit, lipid, nhiều vitamin và những chất khoáng cần thiết cho cơ thể.Ngán bắt được hay mua về cho vào chậu nước rửa sạch bùn bám sau đó cho vào chậu nước vo gạo, hoặc nước ấm ngâm khoảng 2-3 giờ cho chúng nhả hết cát rồi vớt ra. 
Từ con ngán có thể chế biến được nhiều món ăn ngon và bổ được chế biến thành rất nhiều món ăn khác nhau như ngán luộc, ngán nướng, gỏi ngán, cháo ngán, bún ngán...Món ngán được chế biến theo những cách khác nhau lại có hương vị riêng. Đặc biệt nhất đó là món rượu ngán.